# Christian Gallimard
Christian Gallimard (París, 16 de septiembre de 1944) es un editor y empresario francés instalado en Ginebra (Suiza). 

## Biografía
Hijo de Claude Gallimard y de su esposa, Simone Cornu. Miembro del clan Gallimard, estuvo vinculado durante muchos años a las Éditions Gallimard. Primero, bajo la presidencia de su abuelo Gaston Gallimard y después bajo la de su padre, Claude Gallimard, impulsó siempre la autonomía de la compañía, en una lucha sin cuartel con la multinacional francesa de la difusión Hachette. Con ella, impulsó la coedición del Libro de bolsillo, lo que dio nacimiento a la colección Folio, y afectó a otras colecciones del grupo, como la Biblioteca de la Pléiade.
Fue el impulsor, en 1971, de una nueva compañía logística independiente de distribución, Sodis, así como de los nuevos sellos de distribución comercial CDE y FED, así como del reclutamiento del editor Pierre Marchand, que revolucionó las colecciones juveniles y de ocio del grupo con un éxito remarcado. 
Siempre atento a las mejoras tecnológicas, su interés por la prospectiva le llevó a rodearse de un plantel de colaboradores de gran valía. Las tensiones del grupo en 1984 llevaron a su padre a pedirle la salida de Gallimard. En 1990, vendió su parte del grupo, junto a su hermana Françoise Gallimard, lo que condujo a Antoine Gallimard a formar el Grupo Madrigall en 1992.
Christian Gallimard fundó en 1992 en Ginebra la editorial Calligram, conocida por la publicación de la serie « Max y Lili ».